# Scrubs – Die Anfänger/Staffel 5
Die fünfte Staffel der US-amerikanischen Fernsehserie Scrubs – Die Anfänger feierte ihre Premiere am 3. Januar 2006 auf dem Sender NBC. Die deutschsprachige Erstausstrahlung sendete der deutsche Free-TV-Sender ProSieben vom 27. Januar bis zum 7. April 2007.

## Darsteller
| Figur                            | Darsteller       | Deutscher Sprecher       |
| -------------------------------- | ---------------- | ------------------------ |
| Dr. John Michael „J. D.“ Dorian  | Zach Braff       | Kim Hasper               |
| Dr. Elliot Reid                  | Sarah Chalke     | Ranja Bonalana           |
| Dr. Christopher Duncan Turk      | Donald Faison    | Sebastian Schulz         |
| Carla Espinosa                   | Judy Reyes       | Tanja Geke               |
| Dr. Percival Ulysses „Perry“ Cox | John C. McGinley | Bernd Vollbrecht         |
| Dr. Robert „Bob“ Kelso           | Ken Jenkins      | Friedrich Georg Beckhaus |
| Der Hausmeister                  | Neil Flynn       | Thomas Nero Wolff        |
| Nebendarsteller                  |                  |                          |
| Theodore „Ted“ Buckland          | Sam Lloyd        | Hans Hohlbein            |
| Dr. Todd „The Todd“ Quinlan      | Robert Maschio   | Björn Schalla            |
| Keith Dudemeister                | Travis Schuldt   | Tommy Morgenstern        |
| Schwester Laverne Roberts        | Aloma Wright     | Regina Lemnitz           |
| Jordan Sullivan                  | Christa Miller   | Andrea Kathrin Loewig    |
| Dr. Doug Murphy                  | Johnny Kastl     | Bernhard Völger          |
| Patricia Wilk                    | Michael Learned  | Inken Sommer             |

## Episoden
| Nr. (ges.) | Nr. (St.) | Deutscher Titel               | Originaltitel        | Erstausstrahlung USA | Deutschsprachige Erstausstrahlung (D) | Regie           | Drehbuch                       |
| --- | --------- | ----------------------------- | -------------------- | -------------------- | ------------------------------------- | --------------- | ------------------------------ |
| 94 | 1         | Mein Aufstieg                 | My Intern’s Eyes     | 3. Jan. 2006         | 27. Jan. 2007                         | Bill Lawrence   | Bill Lawrence                  |
| J. D. ist nun Oberarzt und damit auf der gleichen Stufe wie Dr. Cox. Bei seinem ersten Fall als Oberarzt will er verhindern, dass Cox sich einmischt, indem J. D. sich an die Regeln hält. Cox unterläuft sein Vorhaben, da es manchmal besser für den Patienten ist, Regeln zu brechen. Dies passt Dr. Kelso natürlich gar nicht. Carla möchte ein Kind, was Turk beängstigt. Sie hat deswegen die Pille abgesetzt, jedoch versucht Turk dauernd, ihr diese unauffällig doch zu verabreichen. Elliot findet sich an ihrer neuen Arbeitsstelle nicht zurecht und verbringt deshalb dauernd Zeit an ihrem alten Arbeitsort. Dabei hat sie nur Angst davor, am neuen Ort keine Freunde zu finden. |           |                               |                      |                      |                                       |                 |                                |
| 95 | 2         | Mein Sinn für Humor           | My Rite of Passage   | 3. Jan. 2006         | 3. Feb. 2007                          | Bill Lawrence   | Janae Bakken                   |
| Jordan macht Bekanntschaft mit dem Patienten Sam Thompson (Alexander Chaplin), der schon früher in der Klinik war und negativ auffiel, weil er sich illegal Medikamente beschaffen wollte. Weil Dr. Cox ihr einen Denkzettel verpassen will, darf ihr niemand die Geschichte über ihn erzählen. Prompt umgarnt Sam sie und bringt es fertig, dass Jordan ihm Geld gibt. Doch kurz darauf wird er wieder eingeliefert, weil er damit Drogen gekauft hat. J. D. genießt es, dass seine neuen Assistenzärzte über jeden seiner Witze lachen. Dabei merkt er nicht, dass sie dies nur aus Gefälligkeit ihm gegenüber machen. Elliot kommt an ihrem neuen Arbeitsplatz weiterhin nicht zurecht, weil ein Kollege sie ständig mit seinen Späßen ablenkt. Als er dann noch seine Studie schneller als Elliot einreicht, verliert sie ihre Stelle. |           |                               |                      |                      |                                       |                 |                                |
| 96 | 3         | Mein Triathlon                | My Day At The Races  | 10. Jan. 2006        | 3. Feb. 2007                          | Michael Spiller | Eric Weinberg                  |
| Da J. D. in einem Tag 30 Jahre alt wird, stellt sich die Frage nach der Liste der Dinge, die er davor noch erleben wollte. Um zumindest ein Ziel zu erfüllen, nimmt er an einem Triathlon teil. Turks Patientin möchte, dass ihre Blinddarm-Operation unter Hypnose statt unter Narkose durchgeführt wird. Während Dr. Cox die Hypnose ablehnt, ermuntern Carla und später Dr. Kelso Turk dazu, auch wegen der Profilierung bezüglich der möglichen Besetzung als Oberarzt der Chirurgie. Elliot und Jake trennen sich wegen fehlender Gemeinsamkeiten. Darauf zieht sie mit J. D. zusammen, um Geld zu sparen. |           |                               |                      |                      |                                       |                 |                                |
| 97 | 4         | Meine Laudatio                | My Jiggly Ball       | 10. Jan. 2006        | 10. Feb. 2007                         | Rick Blue       | Tim Hobert                     |
| Als J. D. dazu bestimmt wird, an einer Preisverleihung die Laudatio für Dr. Kelso zu halten, sucht er nach positiven Aspekten in dessen Arbeit. Es fällt ihm schwer, bis Dr. Kelso auf Anraten von Dr. Cox einen todkranken Patienten in eine Medikamentenstudie aufnimmt. Doch die Freude über die positive Tat ist von kurzer Dauer, weil Dr. Kelso kurz darauf den Patienten durch einen anderen ersetzt, der reicher ist. Dass es sich Dr. Kelso dabei leicht zu machen scheint, ist aber nur vordergründig, denn mit dem Geld des reichen Patienten kann er an anderer Stelle etwas retten, dass sonst abgeschafft worden wäre. Elliot scheint an ihrer neuen Stelle im städtischen Krankenhaus glücklich zu sein, doch Carla und Turk wollen sie ans Sacred Heart zurückholen. Sie will sich aber nicht helfen lassen, bis Dr. Kelso als Patient bei ihr auftaucht. Der Hausmeister fragt J. D., ob er das Spiel „Jiggly Ball“ auch kennt, das die Schwestern immer spielen. J. D. tut so, als ob er es kennt, bis er merkt, dass er der einzige ist, der es nicht zu kennen scheint. |           |                               |                      |                      |                                       |                 |                                |
| 98 | 5         | Mein neuer Gott               | My New God           | 17. Jan. 2006        | 10. Feb. 2007                         | Victor Nelli jr | Aseem Batra                    |
| Dr. Cox’ Schwester Paige (Cheryl Hines) ist wegen Jacks Taufe zu Besuch. Cox hat aber Probleme mit ihr, da er sich an ihrem Glauben an Gott stört. Dies führt soweit, dass er selbst nicht an der Taufe teilnehmen will. Das eigentliche Problem ist jedoch, dass Paige ihn zu sehr an seine schwere Kindheit erinnert. Carla will unbedingt ein Baby und Turk muss dafür auf Abruf bereitstehen. Das hindert ihn jedoch an der Sache selbst, daher bittet er Elliot um Rat. Der Hausmeister fragt J. D. um Hilfe bei seinem Umzug. Nach einigem Zögern willigt J. D. ein und es beginnt sich eine Freundschaft daraus zu entwickeln, bis er merkt, dass der Hausmeister ihm erneut einen Streich gespielt hat. |           |                               |                      |                      |                                       |                 |                                |
| 99 | 6         | Mein falscher Rückschluss     | My Missed Perception | 17. Jan. 2006        | 17. Feb. 2007                         | Bill Lawrence   | Kevin Biegel                   |
| J. D. soll einer Patientin mitteilen, dass sie unheilbar krank ist und sterben wird. Er kann es aber nicht richtig aussprechen, was sie falsch versteht. Dr. Cox deckt seinen Fehler wieder einmal schonungslos auf. Elliots Patient hat Schmerzen, trotz Untersuchungen ohne Resultat. Auch Turk wird hier operativ nicht fündig. Beide sind daraufhin der Meinung, der Patient simuliere nur, daher wollen sie ihn entlassen. Carla versucht wieder einmal, das gesamte Personal für ein Gruppenbild zusammenzutrommeln, aber alle haben eine Ausrede. Als sie es dann doch noch schafft, ruiniert der Hausmeister absichtlich das Bild, da Carla vergaß, auch ihn zu fragen. |           |                               |                      |                      |                                       |                 |                                |
| 100 | 7         | Mein Weg nach Hause           | My Way Home          | 24. Jan. 2006        | 17. Feb. 2007                         | Zach Braff      | Neil Goldman & Garrett Donovan |
| Eigentlich hätte J. D. einen freien Tag, doch sein Pager ruft ihn in die Klinik, da einer der neuen Assistenten Fragen hat. Eigentlich steckt aber Dr. Cox dahinter, der J. D. zeigen will, wie lästig sowas ist, denn J. D. hat in seinen Anfängen das Gleiche gemacht. Als J. D. wieder gehen will, verlangt Dr. Kelso noch von ihm, dass er die Einsatzpläne macht. So kommt er natürlich nie aus der Klinik. Elliot tut so, als ob sie alles aus dem Fachgebiet der Endokrinologie wüsste, dabei hat sie überall Spickzettel versteckt. Dr. Cox kommt ihr auf die Schliche und verlangt von ihr, dass sie eine Fragerunde zum Thema durchführt. Turk möchte den Vater eines bald versterbenden Patienten dazu bringen, dass man das Herz als Spenderorgan entnehmen kann, denn dann darf er bei der OP assistieren. Als dieser sich aber querstellt, erkennt Turk seine falschen Beweggründe und steht dazu. Daher ändert auch der Vater seine Meinung. |           |                               |                      |                      |                                       |                 |                                |
| 101 | 8         | Mein Recht auf ein Dankeschön | My Big Bird          | 24. Jan. 2006        | 24. Feb. 2007                         | Rob Greenberg   | Debra Fordham                  |
| Gegen J. D., Elliot, Turk und Carla wird eine Untersuchung eingeleitet, weil ihr Patient Mr. Forster (Peter Jacobson) unverhofft verstorben ist. Dabei stellt sich heraus, dass J. D. und Turk unnötigerweise nicht im Krankenhaus waren, weil J. D. enttäuscht war, dass sein ehemaliger Patient Mr. Sutton (Jason Bateman) sich nicht für die Behandlung bedankt hatte. Elliot war damit beschäftigt, sich vor der Frau ihres Patienten zu verstecken, den sie geküsst hatte, weil sie meinte, er sei Single. Carla organisierte zur gleichen Zeit eine Tippgemeinschaft mit dem Hausmeister, um den riesigen Lotto-Jackpot zu knacken. Doch zum Schluss der Untersuchung stellt sich nach Dougs Autopsie heraus, dass der Fehler beim Radiologen lag, der etwas übersehen hatte. Trotzdem mahnt Dr. Cox die Vier an, dass sie den Patienten aus niederen Gründen vernachlässigt haben. |           |                               |                      |                      |                                       |                 |                                |
| 102 | 9         | Mein kleiner Tollpatsch       | My Half-Acre         | 7. Feb. 2006         | 24. Feb. 2007                         | Linda Mendoza   | Bill Callahan                  |
| J. D. lernt Julie (Mandy Moore), die tollpatschige Nichte einer Patientin kennen und verliebt sich Hals über Kopf in sie. Elliot warnt ihn davor, nicht wieder alles zu überstürzen und die Beziehung zu ruinieren. Doch J. D. findet so viele Gemeinsamkeiten zwischen Julie und sich, dass er sich sicher ist, die Richtige gefunden zu haben. Dr. Cox hat Mühe, seine Gefühle seinem Sohn gegenüber zu zeigen. Er will ihn lieber wie ein Mann behandeln, stößt dabei aber auf Unverständnis von Jordan. Turk will bei der Air-Band des Hausmeisters mitmachen, legt sich dabei aber mit Dr. Kelso an. Der verbietet daraufhin das Air-Banding im Krankenhaus, bis sich Turk bei ihm entschuldigt. |           |                               |                      |                      |                                       |                 |                                |
| 103 | 10        | Meine Therapie                | Her Story II         | 7. Feb. 2006         | 3. März 2007                          | Chris Koch      | Mike Schwartz                  |
| Die Beziehung zwischen J. D. und Julie läuft gut, bis auf gewisse Kleinigkeiten, über die sich J. D. aufregt. Dabei übersieht er aber die großen Probleme, wie die gemeinsame Zukunft, die sich Julie ganz anders vorstellt. Als sie dann darüber sprechen, ist das Grund genug für ihn mit ihr Schluss zu machen. Eine neue junge Krankenschwester führt Carla vor Augen, dass sie nicht mehr die Jüngste ist. Zudem will es mit dem schwanger werden nicht klappen. Elliot empfiehlt ihr, einen Fruchtbarkeitstest zu machen, doch Carla schämt sich über ihr Alter und lügt den jungen Gynäkologen an. |           |                               |                      |                      |                                       |                 |                                |
| 104 | 11        | Mein Kummer                   | My Buddy’s Booty     | 28. Feb. 2006        | 3. März 2007                          | Randall Winston | Mark Stegemann                 |
| Im Krankenhaus machen sich alle Sorgen um die beliebte Patientin Mrs. Wilk, weil sie in ein künstliches Koma versetzt werden muss, aus dem sie möglicherweise nicht mehr aufwacht. J. D. hat Probleme, über die gescheiterte Beziehung mit Julie hinwegzukommen. Carla empfiehlt ihm und Elliot, sich mit Gelegenheitssex abzulenken. Als jedoch J. D.s meistgehasster Assistenzarzt Keith am nächsten Morgen aus dem Schlafzimmer von Elliot kommt, hat er ein Problem. Carla und Elliot finden, dass der Fitnessraum im Krankenhaus nicht frauenfreundlich eingerichtet ist. Turk verspricht ihnen, dies mit Dr. Kelso zu besprechen, doch Dr. Cox versucht alles, um es zu verhindern, da sonst der letzte Rückzugsort für Männer zerstört würde. Dr. Cox trifft in den Bar den Hausmeister. Sie trinken ein paar Bier, um ihre Sorgen hinunterzuspülen, und es entwickelt sich eine Freundschaft. In der Klinik tut der Hausmeister vor seinen Kollegen aber aufgrund seines Status so, als ob nichts gewesen wäre. |           |                               |                      |                      |                                       |                 |                                |
| 105 | 12        | Mein Schützling               | My Cabbage (1)       | 28. Feb. 2006        | 10. März 2007                         | John Inwood     | Ryan A. Levin                  |
| J. D. setzt sein feindseliges Verhalten gegenüber Keith fort, der sich aber recht unbeeindruckt zeigt. Gleichzeitig nimmt er den ungeschickten Assistenzarzt Jason, genannt „Cabbage“, in Schutz. Er geht sogar soweit, dass er Fehler von Cabbage Keith anlastet. Doch irgendwann ist es dann doch zu viel und J. D. muss Cabbage entlassen. Der Hausmeister hütet und dressiert eine Elster, die ins Klinikum geflogen ist. Dr. Kelso hat keine Freude daran, weil der Vogel Viren übertragen könnte. Zudem stiehlt die Elster verschiedene Dinge und bringt das ganze Personal zur Verzweiflung. Dem Hausmeister bleibt nichts anderes übrig, als den Vogel freizulassen. Auch die Entlassung von Mrs. Wilk steht bevor, von der sich viele verabschieden. So auch Cabbage, der aber ungeschickterweise zuvor einen kontaminierten Gummihandschuh vom Boden aufgelesen hat und nun unbewusst Mrs. Wilk infiziert. |           |                               |                      |                      |                                       |                 |                                |
| 106 | 13        | Mein Leidensgenosse           | My Five Stages (2)   | 7. März 2006         | 10. März 2007                         | Jay Alaimo      | Tad Quill                      |
| Leider ist die Infektion von Mrs. Wilk so schlimm, dass es keine Heilung für sie gibt. Sterbebegleiter Dr. Hedrick (Dave Foley) erklärt ihr die fünf Phasen des Sterbens: das Leugnen, der Zorn, das Verhandeln, die Depression und die Akzeptanz. Während Mrs. Wilk gut damit klar kommt, zeigen sich die Phasen deutlicher bei Dr. Cox und J. D. Während sich das Machtverhältnis zwischen Elliot und Keith umkehrt stellt sie fest, dass sie romantische Gefühle für Keith entwickelt hat. Turk nutzt das Beispiel, um am Machtverhältnis von sich und Carla zu schrauben. Der Hausmeister unterstützt Ted bei Verhandlungen mit Dr. Kelso, welcher Ted bei einer Schikane verletzt hat. |           |                               |                      |                      |                                       |                 |                                |
| 107 | 14        | Mein Walkie Talkie            | My Own Personal Hell | 14. März 2006        | 17. März 2007                         | Adam Bernstein  | Eren Celeboglu                 |
| Elliot hat ein Problem mit ihren Assistenzärzten, weil diese der Meinung sind, dass sie Keith bevorzugt behandelt. Sie vermisst dabei auch die Unterstützung von J. D., der Keith nicht mag. Dabei ist Keith tatsächlich der beste Assistenzarzt. Erst als J. D. über seinen eigenen Schatten springen kann, beruhigt sich die Situation. Dr. Cox ist zum besten Arzt in der Region gewählt worden, genießt den Erfolg sichtlich und lässt sich vom Personal feiern. Nur Dr. Kelso scheint nicht erfreut darüber zu sein. Er übergibt ihm eine nervige Patientin, bei der Cox sich unterfordert fühlt. Es stellt sich jedoch heraus, dass Dr. Kelso ihm wegen seines Potentials eine persönlich Bekannte anvertraut hat. Nachdem Carla bereits einen Fruchtbarkeitstest gemacht hat und trotzdem nicht schwanger wird, ist es an Turk, dasselbe zu tun. Doch er hat ein Problem damit, weil er sich in seiner Männlichkeit angegriffen fühlt. |           |                               |                      |                      |                                       |                 |                                |
| 108 | 15        | Meine wunderschönen Haare     | My Extra Mile        | 21. März 2006        | 17. März 2007                         | Ken Whittingham | Mark Stegemann                 |
| Carla ist immer noch nicht schwanger und besucht mit Turk eine Spezialistin. Schon bald ist klar, dass es am Stress liegen könnte. J. D. wünscht sich von seinen Kollegen, dass sie sich mehr um die Bedürfnisse ihrer Patienten kümmern, kommt damit aber selbst in die Bredouille. Seine Patientin hat Leukämie und ihre ganze Familie, die er zusammengetrommelt hat, hat sich aus Solidarität mit der Patientin eine Glatze rasiert, da sie ja wegen der Chemotherapie auch alle Haare verlieren wird. Nun müsste J. D. natürlich mitziehen, doch der hat gerade eine Frau kennengelernt hat, die ganz besonders auf seine Haare steht. Carlas Patient, um den sie sich auf die Bitte von Dr. Kelso speziell kümmern sollte, ist aus seinem Bett verschwunden. Dank der Tatsache, dass sie sich jedes Detail eines Patienten merken kann, erinnert sie sich an eine weiße Stelle an seinem Arm, was darauf hindeutet, dass er dort ein Nikotinpflaster trug. Prompt findet sie ihn zusammen mit dem Hausmeister auf dem Dach, wo er eine Zigarette raucht. |           |                               |                      |                      |                                       |                 |                                |
| 109 | 16        | Meine clevere Idee            | My Bright Idea       | 28. März 2006        | 24. März 2007                         | Michael Spiller | Janae Bakken                   |
| Ein Schwangerschaftstest von Carla ist nach einer Minute immer noch negativ. Turk findet aber zufällig heraus, dass man bei diesem Test drei Minuten warten muss, und sieht, dass der Test positiv ist. Er kann es natürlich nicht für sich behalten und erzählt es außer Carla allen im Krankenhaus, damit sie eine gemeinsame Überraschung planen können. Dabei setzen sich J. D., Turk, Elliot und Dr. Cox dafür ein, dass sich niemand vorher verplappert. Als Turk Carla jedoch zur Überraschung begleitet, erwähnt sie, wenn sie einmal schwanger ist, möchte sie es allen selbst erzählen. Nun muss J. D. schnell reagieren und alles abblasen. Weil der Hausmeister J. D. ständig verfolgt, schafft J. D. es zusammen mit Turk, dass der Hausmeister einen GPS-Tracker verschluckt. Von nun an hört J. D. ihn immer rechtzeitig kommen. Zumindest, bis der Hausmeister dahinterkommt. |           |                               |                      |                      |                                       |                 |                                |
| 110 | 17        | Mein Bleistift                | My Chopped Liver     | 4. Apr. 2006         | 24. März 2007                         | Will Mackenzie  | Debra Fordham                  |
| J. D. und Turk behandeln einen Patienten mit Gelbsucht. Da sich sein Zustand verschlechtert, ist er auf eine Spenderleber angewiesen, die er von seinem älteren Bruder bekommt. Doch nach der OP geht es dem Spender zunehmend schlechter und J. D. und Turk kämpfen um sein Leben. Elliot und Jordan verabreden sich zu einem Paar-Date, was Dr. Cox gar nicht passt, weil er nicht weiß, was er mit Keith reden soll. Doch sie finden bald ein Thema: Sport. Anderen Assistenten bekommen dies mit, daher stellt Cox klar, dass er auch weiterhin kein Kumpel für sie ist, was J. D. in den falschen Hals bekommt. Dr. Kelsos Hund Baxter ist gestorben, nun sitzt er traurig in seinem Büro und will mit niemandem reden. Er engagiert Carla, damit sie alle Leute abwimmelt, die etwas von ihm wollen. Dummerweise verspricht sie Elliot, dass sie ein neues Gerät bekommt und löst damit eine Lawine aus. |           |                               |                      |                      |                                       |                 |                                |
| 111 | 18        | Meine Aufrichtigkeit          | My New Suit          | 11. Apr. 2006        | 24. März 2007                         | Victor Nelli jr | Tim Hobert                     |
| J. D.s Bruder Dan (Tom Cavanagh) ist wieder mal zu Besuch. Da es ihm nicht sehr gut ging, hat J. D. ihn in Bezug auf Elliot angelogen. Dan weiß also nicht, dass sie nun mit Keith zusammen ist. Auch sonst hat J. D. ein Problem damit, den Leuten die Wahrheit zu sagen, er greift lieber zu einer Lüge, als die Leute zu verletzen. Turk und Carla sind auf der Suche nach einem Namen für ihr Baby. Nachdem sie sich entschieden haben, kann es Turk nicht für sich behalten und bekommt deshalb Ärger mit Carla. Dr. Kelso verdonnert Dr. Cox zur Zusammenarbeit mit Ted. Er weiß aber nicht wieso, bis Jordan ihm sagt, dass er bei einem Gespräch die Gefühle von Dr. Kelso verletzt hat, als er schlecht über seinen Sohn sprach. So muss sich Dr. Cox bei ihm entschuldigen, was ihm natürlich nicht leicht fällt. |           |                               |                      |                      |                                       |                 |                                |
| 112 | 19        | Mein Freund, der Hausmeister  | His Story III        | 18. Apr. 2006        | 31. März 2007                         | John Inwood     | Angela Nissel                  |
| J. D. hat den Tag über frei und möchte seiner Mutter per Videoaufzeichnung seinen Alltag zeigen. Der Hausmeister nutzt dessen Nickerchen und sperrt ihn in den Wasserturm. Danach ist ihm aber langweilig und er sucht Kontakt zu einem Patienten, der am Locked-in-Syndrom leidet und nur mithilfe eines Computers sprechen kann. Als der Computer kaputt geht, nutzt der Hausmeister die Gunst der Stunde und spricht unaufhörlich mit dem Patienten, der ihm nicht widersprechen kann. Elliot entdeckt einen Behandlungsfehler und will von Carla wissen, welcher Assistent dafür verantwortlich ist. Doch Carla schützt die entsprechende Assistentin. Erst als Dr. Cox Elliot aufzeigt, wie häufig Carla Elliot in der Vergangenheit bei Fehlern gedeckt hat, gibt Elliot klein bei. Turk wird langsam nervös, weil er sich Gedanken darüber macht, wie er als Vater sein wird. Er meint, er sei der coole afroamerikanische Dad, aber Cox muss ihm aufzeigen, dass sein Verhalten stereotypisch für einen Weißen ist. Pünktlich vor Dienstbeginn lässt der Hausmeister J. D. wieder frei. |           |                               |                      |                      |                                       |                 |                                |
| 113 | 20        | Mein Mittagessen mit Cox      | My Lunch             | 25. Apr. 2006        | 31. März 2007                         | John Michel     | Tad Quill                      |
| J. D. möchte wieder einmal mit Dr. Cox zu Mittag essen, der hat aber kein Interesse. Im Supermarkt trifft er auf seine ehemalige Patientin Jill Tracy (Nicole Sullivan). Auch am folgenden Tag passiert es wieder und er spricht mit ihr. Im Krankenhaus warten zurzeit drei Patienten auf ein Spenderorgan und das Team kämpft um deren Leben. Als eine Patientin mit geringen Überlebenschancen eingeliefert wird, geht J. D. hin, um zu helfen, und muss feststellen, dass es sich um Jill handelt, die eine Überdosis Drogen genommen hat. Als sie stirbt, fühlt er sich schuldig, weil er die Warnsignale bei ihrem Gespräch nicht wahrgenommen hat. Dr. Cox sagt ihm aber, dass er Todesfälle von Patienten nicht persönlich nehmen soll. Als Jills Mutter ihre Organe zur Spende freigibt, ist Dr. Cox froh, dass er seinen Patienten helfen kann. Als sich nach erfolgreichen Transplantationen die Werte der Empfänger rapide verschlechtern, erfährt Dr. Cox, dass sich bei Jills Obduktion herausgestellt hat, dass sie an Tollwut gestorben ist und nicht an Drogen. Alle drei Patienten sterben, zwei von ihnen hätten ohne Organspende sowieso nur noch geringe Chancen gehabt, aber der dritte Patient brauchte nur eine neue Niere und ist nun auch tot. Dies macht Dr. Cox persönlich zu schaffen, weil er sich dafür verantwortlich fühlt. |           |                               |                      |                      |                                       |                 |                                |
| 114 | 21        | Mein gefallenes Idol          | My Fallen Idol       | 2. Mai 2006          | 31. März 2007                         | Joanna Kerns    | Bill Callahan                  |
| Dr. Cox kann nicht mit dem Tod der drei Patienten umgehen und kommt betrunken zur Arbeit. Dr. Kelso schickt ihn nach Hause, muss es aber vor dem Verwaltungsrat geheim halten. Carla organisiert eine Rundumbetreuung für Dr. Cox, doch J. D. geht als Einziger nicht zu ihm, um ihm beizustehen. Obwohl alle ihn unterstützen, spricht Dr. Cox kein Wort mehr. Turk wechselt in die Orthopädie und hat es fortan mit Dr. Stone (Paul Adelstein) zu tun. Normalerweise sind die Chirurgen in dieser Abteilung die Coolsten, aber sein neuer Chefarzt ist ganz anders. Er liebt Zuneigung und Umarmungen, womit Turk gar nichts anfangen kann. J. D. versucht ihm dabei zu helfen, damit er auch zu Operationen kommt, doch es fällt Turk schwer. Doch J. D. merkt in dieser Situation, dass er nun für Dr. Cox da sein muss und übernimmt die nächste Schicht, um ihm ins Gewissen zu reden. Er macht ihm klar, dass er es selbst ist, der die Hilfe seiner Freunde annehmen muss, denn nur so kann er aus seiner Krise hinausfinden. Die Worte scheinen ihre Wirkung nicht verfehlt zu haben, denn plötzlich beginnt Dr. Cox wieder mit ihm zu sprechen. |           |                               |                      |                      |                                       |                 |                                |
| 115 | 22        | Mein Déjà-vu                  | My Déjà Vu           | 9. Mai 2006          | 7. Apr. 2007                          | Linda Mendoza   | Mike Schwartz                  |
| Dr. Cox kehrt nach seiner Auszeit ans Krankenhaus zurück. Elliot versucht ihn tatkräftig zu unterstützen, stellt aber fest, dass er sich schwer tut, jetzt wieder alleine Entscheidungen zu fällen. Bald schon zeigt sich aber, dass er es nur gespielt hat und macht Elliot damit lächerlich. Sie fordert von ihm, dass er sie mit dem gleichen Respekt behandelt wie sie ihn. Unter vier Augen gesteht er ihr dann, dass er doch Angst vor Entscheidungen hat. Carla verbietet Turk, Sachen zu machen, die sie nicht mehr darf, seit sie schwanger ist. Er ist daraufhin eingeschnappt, dabei geht es nur darum, dass er sich auch für die Schwangerschaft interessiert. |           |                               |                      |                      |                                       |                 |                                |
| 116 | 23        | Mein neuer Schwarm            | My Urologist         | 16. Mai 2006         | 7. Apr. 2007                          | Richard Wells   | Neil Goldman & Garrett Donovan |
| J. D. lernt Dr. Kim Briggs kennen, die schon seit fünf Jahren im Krankenhaus arbeitet. Weil er sonst keine Frauen sieht, die verheiratet sind, hat er sie bisher nicht bemerkt. Sie ist geschieden, trägt aber den Ehering noch, damit sie nicht ständig angebaggert wird. Eigentlich sollte sie einen Patienten von J. D. operieren, da es aber riskant ist, verzichtet sie darauf, um ihr Image nicht zu beschädigen. Dr. Cox findet dies keinen guten Zug, aber schließlich sind alle Chirurgen so. Aber sie macht die OP dann noch, weil sie merkt, dass J. D. sie deswegen nicht mehr mag. Elliot hat ein Problem mit Keith, weil er kein Selbstbewusstsein hat. Sie denkt darüber nach, sich von ihm zu trennen. Bei einer Auseinandersetzung mit Carla wegen Keith tritt er für Elliot ein. |           |                               |                      |                      |                                       |                 |                                |
| 117 | 24        | Mein perfektes Date           | My Transition (1)    | 16. Mai 2006         | 7. Apr. 2007                          | Bill Lawrence   | Aseem Batra & Kevin Biegel     |
| Elliot organisiert eine Babyparty für Carla. Sie bekommt viele Geschenke, so auch alle alten Sachen von Dr. Cox’ Sohn Jack. Doch kurze Zeit später stellt Jordan fest, dass sie wieder schwanger ist, obwohl Dr. Cox unterbunden wurde. J. D. hat das erste Date mit Kim, aber bald beansprucht Elliot ihre neue Freundin für sich und gibt den Jungverliebten wenig Zeit. Aber das zweite Date klappt dann doch noch. Als J. D. Kim zwei Wochen später für das dritte Date abholen will, teilt sie ihm mit, dass sie schwanger ist. |           |                               |                      |                      |                                       |                 |                                |

## DVD-Veröffentlichung
In den Vereinigten Staaten wurde die DVD zur fünften Staffel am 22. Mai 2007 veröffentlicht. In Deutschland ist die DVD zur fünften Staffel seit dem 11. Oktober 2007 erhältlich.